# 瑞克·蒙戴
小羅伯特·詹姆斯·「瑞克」·蒙戴（英語：Robert James "Rick" Monday Jr.，1945年11月20日—），為美國職棒大聯盟的中外野手。他是大聯盟第一屆選秀會的選秀狀元。他最著名的事蹟就是於1976年阻止激進分子在美國建國兩百週年時於道奇體育場燒毀國旗以及在1981年國聯冠軍賽第5場敲出致勝全壘打。
蒙戴生涯19個賽季曾效力過運動家、小熊與道奇等隊。他生涯打擊率為2成64，並累積1619支安打、241轟與775分打點。並有兩次入選明星賽。

## 早年
蒙戴出生於阿肯色州的貝茨維爾，他在高中時就嶄露了棒球的天賦，從以前就是隊上的明星球員。
道奇隊的球探Tommy Lasorda後來看中了蒙戴，並在他高中畢業後就給他2萬美元的合約。不過亞利桑那州立大學的教練也看上了蒙戴，並說服他加入他們大學的棒球隊。
後來蒙戴繼續就讀大學，他在1965年帶領球隊拿下大學世界大賽冠軍。那年他的打擊率為3成59，並敲出34支長打。
1965年，大聯盟舉辦了首次選秀會。蒙戴以第一輪第一順位被堪薩斯市運動家隊選中，成為大聯盟第一位選秀狀元。

## 職業生涯
1966年9月，蒙戴登上大聯盟。而球隊在1968年搬遷至奧克蘭，更名為奧克蘭運動家。1971年球季結束後，運動家將蒙戴交易至小熊，換來投手Ken Holtzman。蒙戴後來在小熊隊待了5個球季，並在1977年被交易道奇。小熊用蒙戴和Mike Garman換來比爾·巴克納、Jeff Albert與Iván DeJesús。道奇在有了蒙戴的加入後便在1977年與1978年拿下國聯冠軍。
1976年是蒙戴表現最好的一個球季，當時他擔任第一棒，整年打擊率為2成72，並敲出生涯新高的單季32轟、107次得分、77分打點、271個壘打數、5成07的長打率與.853的OPS。這年他在MVP票選中排名第18名。
1972年5月16日，蒙戴達成單場敲出3支全壘打的個人紀錄。
而蒙戴也是讓名人堂投手湯姆·西佛最為頭痛的一名打者。兩人對戰86次，而蒙戴敲出30支安打，其中有11支是全壘打，對戰打擊率高達3成49。

### 美國國旗事件
1976年4月25日，小熊隊在道奇隊主場比賽。當時比賽打到4局上結束，有兩名抗議者突然帶著美國國旗衝進比賽場地，並準備在全場觀眾面前放火燒毀國旗。當時蒙戴原本在與另一位外野手José Cardenal作傳球練習，並由投手Ken Crosby丟球讓同隊打者Ted Sizemore打出高飛球，而蒙戴便趁著此機會假裝要接球，實際上是衝過去搶回國旗。當時全場觀眾對蒙戴報以如雷掌聲，而國旗也交到道奇隊投手Doug Rau手上。最後這兩名抗議者被警方逮捕，是一位叫做William Thomas的激進分子與他11歲的兒子。
5局上半，蒙戴上場打擊，受到全場觀眾的起立鼓掌致敬。而道奇主場也秀出了一行文字感謝這位客場球員的愛國行為—「Rick Monday... You Made A Great Play...」。而蒙戴事後也說到自己無法接受有人在他面前燒毀自己國家國旗的行為，畢竟自己也是海軍陸戰隊出身，本身就要好好的保護國家。
2008年8月25日，蒙戴獲贈一個印有福吉谷國家歷史公園的美國國旗，以紀念那天他拯救國旗的英勇行為。

### 1981年國聯冠軍賽
1981年國聯冠軍賽第5場，這場比賽因為雨勢而延後一天。而道奇隊與博覽會隊的先發投手都表現優異，前8局打完雙方1比1平手。9局上半，博覽會派出史蒂夫·羅傑斯登板。結果他在兩出局後被蒙戴敲出超前分的全壘打，這支全壘打不僅幫助道奇打進世界大賽，也讓博覽會錯失了隊史唯一一次闖進世界大賽的機會。最後道奇在這年世界大賽以4勝2敗打敗洋基。

## 個人生活
蒙戴在退休後成為道奇隊的播報員。1989年至1992年間，他擔任教士隊的播報員。並與Jerry Coleman一同播報比賽。1993年，因為原道奇隊播報員唐·德萊斯戴爾去世，因此蒙戴又回來道奇隊接下德萊斯戴爾的工作，並一路工作至今。

## 外部連結
- 球員資訊和成績在MLB，ESPN，Baseball-Reference，Fangraphs（英文）

| 前任： 首任 | 大聯盟選秀狀元 1965年 | 繼任： Steve Chilcott |